# Флаг Павинского района
Флаг Па́винского муниципального района Костромской области Российской Федерации.

## Описание
Представляет собой прямоугольное полотнище с отношением ширины к длине 2:3, разделённое по вертикали на две половины: голубую и зелёную. Посредине полотнища воспроизведена белая с серыми и жёлтыми деталями фигура глухаря и красной гроздью рябины.

## Обоснование символики
Разработан на основе герба, языком символов и аллегорий передающего природные и культурные особенности района. Павинский район имеет богатую историю, он стал заселяться славянами ещё во времена Киевской Руси. Богатейший край притягивал к себе людей со всей древней Руси — Киевщины, Смоленщины, Владимиро-Суздальского Ополья, Великого Новгорода.
Полотнище флага, рассечённое голубым и зелёным, символизирует главное богатство района — экологически чистую природу. Зелёный цвет также указывает на древнейшие виды деятельности местного населения — земледелие и животноводство.
Птица является традиционным символом свободы, духовных исканий, способности преодолевать преграды, а также единства человека и окружающей природы, как источников жизни и стремления к лучшему будущему.
Гроздь рябины на флаге символизирует главное богатство района — экологически чистую природу.
Белый цвет (серебро) символизирует совершенство, благородство, мир, взаимопонимание.
Жёлтый цвет (золото) символизирует богатство, постоянство, плодородие, прочность, силу, великодушие.
Голубой цвет символизирует истину, честь, добродетель, чистое небо, водные просторы.
Зелёный цвет символизирует природу, здоровье, жизненный рост.
Красный цвет символизирует силу, любовь, мужество, храбрость.